# 麥美娟
麥美娟，SBS，JP（1971年11月1日—），香港建制派人士，香港工會聯合會成員，現任香港特別行政區政府民政及青年事務局局長。曾任工聯會副會長、香港立法會地區直選及選舉委員會界別議員、香港中文大學校董及葵青區議會副主席。

## 早年經歷
麥美娟在中學時期曾就讀一所女校及在中華傳道會安柱中學升讀預科。1988年參加葵青區徵文比賽獲優異獎，並委往新加坡任香港青年大使，正式開始參與青年活動。1993年畢業於香港中文大學新亞書院英文系。

## 區議會工作（1993年至2019年）

### 主權移交前區議會
1993年，本為葵盛邨李兆基中學校長的葵青區議會委任議員崔康常因轉任沙田區恒生商學書院校長，而辭去議員職務，其議席懸空。麥美娟於22歲時接到當時布政司霍德簽署的委任信件，獲委葵青區議員，也是當年本港最年輕議員。
1994年，麥美娟競選葵青區議會亨偉選區議員成功當選，當時是民主派議員。

### 第一届區議會至第三屆區議會
2003年，成功連任青衣偉盈選區區議員的麥美娟加入及組成葵青民生動力，自此以建制派身份擔任民選葵青區議員。
在2007年香港區議會選舉中，民主派選舉失利，建制派首次在葵青區議會佔多數（惟民選議席仍是民主派佔多數），麥美娟得到建制派支持於2008年擔任葵青區議會副主席一職。同年，麥美娟聯同工聯會立法會勞工界議員王國興及其他工聯會成員參選2008年香港立法會選舉新界西選區，在名單中以獨立身分排第二名，為王國興抬橋。

### 第四届区议会至第五届区议会
此後，麥美娟正式加入香港工會聯合會，代表該會參選2011年香港區議會選舉擊敗公民黨對手、當區居民古文翰成功連任，但不再出任區議會副主席。
在沒有競爭的情況下，麥在2015年區議會選舉自動當選為葵青區議員。
在2019年區議會選舉，已擔任六屆葵青區議員的麥遭公民黨提名的當區居民冼豪輝以近1700票之差擊敗，得票率比前屆大跌兩成五。麥首次在各級議會選舉落敗（不計為王國興抬橋之2008年立法會選舉），結束26年的區議員生涯。

## 立法會工作（2012年至2022年）
2012年香港立法會選舉，由於工聯會安排時任新界西立法會議員王國興在香港島選區出選，麥美娟接捧參選新界西選區，在工聯會出選名單中排首位，最後成功以35,239票當選，得票在九人中排第八。
另外，於2016年香港立法會選舉，麥美娟成功代表工聯會以49,680票連任新界西立法會議員，得票排第六。
麥美娟關注議題，包括市民「捱貴餸」的問題，曾進行名為「兩餸一湯」的物價指數調查。另外，麥亦關注於2015年間流行的關注財務中介騙案。當選後，麥美娟曾關注醫療券議題，促請增加金額，並得到了跨黨派的支持。另外，於COVID-19疫情期間，麥亦連同工聯會其他黨友，促請政府盡快推行粵港澳互認健康碼2020年6月22日，工聯會一眾立法會議員與「跨境家庭爭取健康碼關注組」包括麥美娟、郭偉強、鄧家彪、黃國健及陸頌雄等人，昨日到政府總部外請願，要求儘快開通健康碼。
此外，麥美娟亦曾就醫委會改革條例和反對修訂草案而拉布的議員針鋒相對。
2021年香港立法會選舉，麥美娟在選舉委員會界別以1,326票當選。

## 政府工作（2022年至今）
2022年6月，國務院根據李家超提名，任命麥為第六屆政府的民政及青年事務局局長。

## 爭議

#### 倡向日本發旅遊警示 黨友卻在當地旅遊
2012年9月20日，身為候任立法會議員的麥接受商業電台節目《在晴朗的一天出發》時表示，鑒於近日的日本政府購買釣魚島事件，建議香港政府應該對日本發出黑色外遊警示，但其黨友陳婉嫻卻在那時候到大阪旅行。

#### 強行通過新界東北發展前期撥款引起校友強烈不滿
2014年6月底，立法會財委會在建制派議員護航下，強行通過新界東北發展前期撥款，惹起輿論非議，有份投票支持撥款的麥美娟，引起母校中華傳道會安柱中學校友不滿，於網上發起聯署，要求校方將她從榮譽校友名錄中除名。
新民主同盟譚凱邦亦於安柱榮譽校友名義，於852郵報發表文章，批評親中派的投票取態視保皇為依歸，首要考慮並非政府議案是否公義。麥在撥款的支持票，完全對東北居民不公道，使「財團壟斷」問題加劇，和她的政綱不吻合，即使麥聲稱如果政府未解決問題，「不排除日後不同意繼續撥款」，這也是不誠實的表達方式，因為她清楚知道，自己身為保皇黨一份子，黨鞭一揮，不能投反對票。此等缺乏誠信之行為，有違「信義忠誠」的校訓。

#### 表決前選擇離開會議廳不投票支持政改方案
2015年6月17至18日，立法會討論及表決政改方案。泛民主派事前表明不接受特首參選人需取得過半提委支持才能成為候選人的規定，又稱不能令港人成「橡皮圖章」，加上醫學界梁家騮因為多個業界民調都顯示反對政改的醫生較支持多，而決定投反對票，議案預料難以獲三分之二議員支持通過。當天建制派以「等待遲到的劉皇發，讓所有建制派議員能一起表決議案」為由，意圖令會議流會，讓劉趕及回來，而麥美娟則在多名建制派資深議員離場後跟隨大隊離開。然而，包括其黨友陳婉嫻在內的部份建制派議員在主席曾鈺成宣布投票開始時並未有離開會議廳，導致會議廳內的總議員人數比法定規定的一半多一個，令會議能繼續進行。最後立法會以廿八票對八票大比數否決政改方案。事後建制派議員紛紛到香港中聯辦交待事件。。

#### 被指以粗口辱罵行政長官林鄭月娥誤判民情
2019年6月18日，行政長官林鄭月娥宣布暫緩《逃犯條例》修訂前，在禮賓府會見建制派議員，解釋暫緩的原因。麥美娟聽到後情緒激動，以粗口辱罵林鄭月娥，「你太天真了！現在就算暫緩修例，人家都不接受！你不要賴解説工作，一開始特區政府就低估政治形勢，我的兄弟出去解説，經常被人屌！」又埋怨林鄭要建制派堅定支持修例，「一直叫建制派不要動搖，所以即使有逾百萬人遊行反修例，工聯會依然去美國駐港領事館拉橫額罵美國佬。」之後辱罵林鄭不一早將草案撤回，「仆街，你試試出去日日被人屌吧！現在說撤回就撤回，那麼當初有過百萬人遊行，那時候又憑甚麼這麼堅定呢？」麥美娟罵了達五分鐘，林鄭哭了起來，但麥美娟續罵「現在哭有什麼用？你懂哭！我也懂哭！」並一併哭了起來。當時雖然有多名建制派立法會議員在場，但並沒有人出來勸止麥美娟持續用粗口辱罵林鄭，並認為麥說出了建制派的心底話。
當日有份出席林鄭解說會面的金融服務界立法會議員張華峰，本身亦兼任監警會副主席，其後在出席監警會會議時，與監警會主席梁定邦閒聊時提及與林鄭會面的情況，明確說明涉事議員為「嗰個『女仔』工聯會麥美娟」，但沒有將咪高峯關上，所以意外地被會議室的話音系統錄音，印證林鄭與建制派在禮賓府會面時曾經被麥美娟粗口辱罵。
6月19日，麥美娟被傳媒問有否在建制派會議上粗口辱罵林鄭時，並沒有作正面回應，稱會議詳情不便透露，也沒有否認在會議上曾經講粗口。6月22日，香港的两个公务员工会团体华员会和公務員工會聯合會发出联合声明，要求麦澄清是否有以粗口辱骂林郑，若有，两工会则要求其道歉。

### 封殺建制陣營異見份子
麥美娟於7月宣布參與2020年香港立法會選舉角逐連任，但參選名單當中除了有工聯會成員外，還出現新民黨前離島區議員傅曉琳，另外又以鄉事派前元朗區議會主席沈豪傑為競選經理。香港01社評批評這種為經濟左翼與右翼共同出選，目的實為搶走前新民黨田北辰選票，夾殺此建制陣營中的異見份子。

### 承認並支持香港成為「警察社會」
在2021年6月25日，警務人員出身的李家超獲國務院任命為政務司司長；同樣警務人員出身的鄧炳強獲任命為保安局局長，引發香港是否成為「警察社會（Police state）」的議論，工聯會麥美娟回應相關英文問題時反問「Why not？」，指警察社會無問題，她的重點放在「安全（security）」上。當講到警察城市，她會睇另一面（view the other side），她著重保安。她又解釋過去幾年香港社會受嚴重威脅，如果來自警隊的高官有助維護法治和秩序，「Why not？」，又期望他們可以和其他官員合作解決社會深層次矛盾，又指社會上出現了一些針對二人的不公評價，兩人今日才上任，不應因他們出身警隊就帶有偏見。

## 相關
- 沈祖堯

## 外部連結
- 民政及青年事務局局長麥美娟於香港政府一站通網頁的介紹 （页面存档备份，存于）
- 麥美娟的Facebook專頁

| 官衔                                               | 官衔                                                    | 官衔                    |
| -------------------------------------------------- | ------------------------------------------------------- | ----------------------- |
| 前任： 徐英偉（正任民政事務局局長） 陳積志（署理） | 香港民政及青年事務局局長 · 2022年7月1日－               | 現任                    |
| 議會席位                                           |                                                         |                         |
| 前任： 王國興                                      | 香港立法會 新界西議員 2012年10月1日—2021年12月31日      | 繼任： 選區重組議席取消 |
| 新頭銜                                             | 立法會議員 選舉委員會 2022年1月1日－2022年6月18日       | 繼任： 黄锦辉           |
| 首任                                               | 葵青區議會 偉盈選區區議員 1994年10月1日－2019年12月31日 | 繼任： 冼豪輝           |